# Natalja Alexandrowna Lawrowa
Natalja Alexandrowna Lawrowa (russisch Наталья Александровна Лаврова, wiss. Transliteration Natal'ja Aleksandrovna Lavrova; * 4. August 1984 in Pensa; † 23. April 2010 bei Pensa) war eine russische Rhythmische Sportgymnastin und zweifache Olympiasiegerin.
Lawrowa startete für Dynamo Pensa. Bei ihren ersten Olympischen Spielen 2000 in Sydney gewann sie im Alter von 16 Jahren gemeinsam mit Irina Belowa, Marija Netjossowa, Wera Schimanskaja, Irina Silber und Jelena Schalamowa die Goldmedaille im Teamwettbewerb. Vier Jahre später bei den Olympischen Spielen 2004 in Athen gewann Lawrowa als einzige verbliebene Olympiasiegerin von 2000 mit Olesja Belugina, Olga Glazkich, Tatjana Kurbakowa, Jelena Mursina und Jelena Possewina erneut die Goldmedaille im Mannschaftswettbewerb.
Nach dem Ende ihrer aktiven Karriere wurde sie Trainerin und betreute Nachwuchstalente im Olympischen Reservezentrum in Moskau.
Am 23. April 2010 kam Natalja Lawrowa im Alter von 25 Jahren bei einem Verkehrsunfall ums Leben.